# شيح كاواكامي
شيح كاواكامي المعروف أيضًا باسم(Artemisia kawakamii)، هو نبات يتبع جنس الشيح، يستوطن في جزيرة تايوان، وينمو على إرتفاعات عالية تتراوح من 2700 إلى 3300 متر، يتواجد عادة في المنحدرات الحصوية والمفتوحة والقاحلة.

## التاريخ
تم نشره لأول مرة بواسطة بونزو هاياتا في المجلد 8 من Icones Plantarum Formosanarum في 25 مارس 1919، وتم جمع عينة النمط الشامل المذكورة بواسطة تاكيا كاواكامي وسيونيتي ساساكي على يوشان على إرتفاع 2439 مترًا في أكتوبر 1909. 

## الوصف
نبات عشبي يبلغ إرتفاع سيقانه حوالي 8 إلى 15 سم، قد تصبح قاعدة الجذع خشبية وزغابية عندما تكون صغيرة ولكنها غالبًا ما تكون جرداء عندما تنضج. 
تتجمع الأوراق بأعناق يبلغ طولها 0.5 إلى 2 سم، وهي بيضاوية على نطاق واسع، وفصوص عميقة ريشية مع شرائح طويلة وضيقة، فترة الإزهار من يونيو إلى أكتوبر.